# Brouwerslust
Brouwerslust was een plantage in Suriname. Brouwerslust lag in het district Commewijne aan de rechteroever van de rivier de Commewijne, tussen de plantages Kroonenburg en Nut en Schadelijk.

## Geschiedenis
De plantage werd omstreeks 1745 aangelegd door Wesselius Brouwer en Frans Laurens Wried. Wried was al eigenaar van plantage Wriedijk aan de boven-Commewijne. De plantage werd aangelegd als een koffieplantage. Zoals zoveel plantages in dit gebied werd de oorspronkelijke 500 akkers al snel uitgebreid tot 725 akkers.
Marcellus, de zoon van Brouwer, trouwde met Susanne Elisabeth Winne, de weduwe van Nicolaas Lemmers. Brouwerslust, maar ook de plantages De Lemmert aan de Motkreek en L’Aventure aan de Cottica. werden Brouroe genoemd. Beide waren het eigendom van Lemmers geweest.
Anna Catharina Wried, een familielid van Frans Laurens, was getrouwd met Walter Kennedy. Hun zoon, Hugo Jan, werd de volgende eigenaar van Brouwerslust. Tot 1843 stond de zoon van Hugo Jan, Archibald Henry Francis, als eigenaar vermeld. Bij de emancipatie in 1863 was Coenraad Isaac van West de eigenaar. Daarna werd E.M. Curiel, oom van Augusta Curiel, de eigenaar. Zoals de meeste plantages in dit gebied schakelde hij over op cacao en banaan.
In 1925 was Asoi Johan Ho-Sam-Sooi de eigenaar. Omstreeks 1888 kwam de eerste Ho-Sam-Sooi, genaamd Asoi, uit Kanton naar Suriname om er als contractarbeider te werken op de toenmalige plantages. Asoi bleek niet erg geschikt voor het harde werken op de plantages. Al spoedig begon hij een eigen straathandeltje en uiteindelijk opende hij zijn eigen winkel in Paramaribo. Chinezen mochten in die tijd hun vrouwen niet meenemen naar Suriname en daarom trouwde Asoi met een ex-slavin en kreeg daar drie kinderen mee: Alex, Georgina en Asoi Johan.
Asoi Johan leerde voor planter op Brouwerslust waar hij enkele jaren later directeur werd. Oscar Ho-Sam-Sooi, de zoon van Asoi Johan heeft veel schilderijen gemaakt met Brouwerslust als onderwerp. Zijn grootvader was de Surinaamse schilder G.G.T. Rustwijk, die ook bekend werd om zijn gedicht over de gevreesde krullotenziekte. De acteur en regisseur Mike Ho-Sam-Sooi is de zoon van Oscar. Hij deelt dit plantageverleden met Katja en Birgit Schuurman wier voorouders op de nabijgelegen plantage Elisabeth's Hoop woonden. In de jaren dertig werd er door M. de la Parra koffie, cacao en maïs geteeld.

## Trivia
- In Suriname was Brouwer de bijnaam voor een hoge cilindervormige hoed. Deze bijnaam scheen afgeleid te zijn van de hoge schoorsteen van de plantage Brouwerslust.

A la bonne heure · Anna's Zorg · Akkerboom · Alliance · Alkmaar · Andresa · Auka · Andreesgift · Bantaskine · Barbados · Batavia · Beekenhorst · Belladrum · Bellevue · Belwaarde · Beninenburg · Berg en Dal · Bergen op Zoom · Berlijn (Commewijne) · Berlijn (Para) · Bethlehem · Boksweide · Boston · Botany Bay · Boxel · Bronswijk · Brouwerslust · Bruinendaal · Bucklebury · Buitenrust · Burnside · Cadrosspark · Caledonia · Campenburg · Cannewapibo · Catharina Sophia · Clevia  · Cliffort-Kokshoven · Clyde · Concordia · Concordia en een Kwart Lot · Courcabo · De Dageraad · De Goede Vriendschap · De Resolutie · De Vier Hendrikken · Diamond · Dijkveld · Domburg · Dordrecht · Eendragt · Elisabeth's Hoop · Ellen · L'Espérance (Nickerierivier) · L'Espérance (Surinamerivier) · Esthersrust · Fairfield · Fortuin · Flora · Florentia · Frederiksburg · Frederiksdorp · Frederikslust · Geertruidenberg · Geyersvlijt · Glensander · Gloria · Groot Chatillon · Groot Marseille · Guadeloupe · Hague · Hamburg · Hamilton · Hamptoncourt · Hannover · Hazard · Hebron · Hecht en Sterk · Hooyland · Hope · Houttuin · Huntly · Huwelijkszorg · Inverness · Jagtlust · Jodensavanne · Johan & Margaretha · Johanna Catharina · Johanna Maria · Johannesburg · John · Katwijk · Kent · Kerkshoven · Killenstein · Klein Bellevue · Kleinhoop · Krappahoek · Kroonenburg · Kwatta · La Jalousie · La Prosperité · La Rencontre · La Ressource (Saramacca) · La Ressource (Surinamerivier) · La Singularité · Laarwijk · Leasowes · Leliëndaal · Leonsberg · Livorno · Longmay · Lunenburg · Lust en Rust · Lustrijk · Maasstroom · Margarethenburg · Maria Petronella · Mariënbosch · Mariënburg · Margaretha's Gift · Mary's Hope · Meerzorg · Merveille · Moed en Kommer · Mon Bijou · Mon Souci · Mon Trésor · Monnikendam · Mopentibo · Morgenster · Moy · Nieuw Mocha · Nieuwzorg · Nieuwe Aanleg · De Nieuwe Grond · Nijd en Spijt · Novar · Nursery · Nut en Schadelijk · Onoribo · Onverwacht · Oranibo · Ornamibo · Overbrug · Overtoom 
· Oxford · Palestina · Paradise · Persévérance · Petersburg · Picardië · Peperpot · Pieterszorg · Plaisance · Poelwijk · Potosie · Purmerend · Reijnsdorp · Reijnsfort · Rijnberk · Roosenburg · Rorac · Rust en Werk · Rustenburg · Saltzhalen · Sans Souci · Saphir · Sarah · Sardam · Schaapstede · Schoonoord · Sinabo en Gelre · Sint Barbara · Sint Eustatius · Slootwijk · Sorgvliet · Spieringshoek · Standvastigheid · Suidwijn · Suzanna's Daal · Toevlugt (Surinamerivier) · Tout Lui Faut · Toledo · Totness · Tyronne · 't Vertrouwen · Victoria · Vierkinderen · Visserszorg · Voorburg · Voorzorg (Saramacca) · Vossenburg · Vredenburg · Vriendsbeleid en Ouderzorg · Vreeland · Waltonhall · Waldijk · Waterloo · Wederzorg · Welbedacht · Welgelegen (Commewijne) · Welgelegen (Coronie) · Welgevallen · Weltevreden · Wolffs Capoerica · Wolfenbüttel · 't Ylant · Zoelen · Zorg en Hoop (hout) · Zorg en Hoop (indigo) · Zorg en Hoop (katoen) · Zorg en Hoop (suiker)